# Dieta zgodna z grupą krwi
Ten artykuł opisuje teorie, metody lub czynności niezgodne ze współczesną wiedzą medyczną.
Dieta zgodna z grupą krwi – dieta wykluczająca, której przypisuje się właściwości odchudzającae, popularyzowana przez osoby medialne. Założenie diety jest takie, że czynnikiem decydującym o tym jakie produkty podlegają wykluczeniu, jako szkodliwe dla danej osoby, jest grupa krwi w układzie AB0. Teoria o decydującym wpływie grupy krwi na to jakie produkty są zdrowe dla człowieka została opracowana na początku lat 90., jednak popularność zyskała dopiero po 1996 roku i wydaniu przez Petera d'Amato, określającego się jako naturopata, książki Eat Right 4 Your Type. Istnieje kilka wersji tej diety, wykluczających różne produkty, z czego najbardziej znana jest wersja autorstwa Petera D'Adamo (potocznie nazywanej dietą d'Adamo). Mimo braku podstaw lub dowodów oraz istnienie dowodów wskazujących na szkodliwość wariantów diety wykluczających produkty roślinne (dla grupy 0), jest uznawana przez jej promotorów za dietę prozdrowotną, a nawet uznają oni dopasowanie diety do grupy krwi jako najważniejszy faktor decydujący o zdrowiu, samopoczuciu i utrzymaniu niskiej wagi.
Książka Eat Right 4 Your Type w wersji z 1996 zawierała błędy i została zastąpiona wersją z 1997 roku, a następnie wersją z 1998. Błędy głównie polegały na nadinterpretacji badań naukowych lub pomijaniu istotnej części dowodów (cherry picking) na co zwracali uwagę autorzy tychże badań. Pierwotna wersja nie była wydana w Polsce. Polskie wydanie Jedz zgodnie ze swoją grupa krwi autorstwa Petera d'Amato i Catherine Whitney pochodzi z 1998 roku i jest tłumaczeniem wersji poprawionej. W 1999 została wydana w Polsce książka Jedz zgodnie z grupą krwi autorstwa Joerga Zittlau.

## Opis
Dieta zgodna z grupą krwi ma różne wersje w zależności od autorstwa. Wersja d'Adamo opiera się na czterech odmianach zgodnych z typami systemu klasyfikacji układu grupowego AB0, pomijając inne identyfikatory, jak antygen A1, antygen H lub przeciwciała typu Rh. W innych wersjach diety, np. w wersji, którą opisuje Joerg Zittlau, identyfikator jakim jest obecność przeciwciał typu Rh jest uwzględniany.
Diety tego rodzaju nie mają niepodważalnego mechanizmu działania. D'Adamo stosując błędne uogólnienia dotyczące częstości występowania osobników z daną grupą krwi w rasach lub społeczeństwach oraz zestawiając te dane ze stereotypowym sposobem żywienia preferowanym w danym społeczeństwie lub dla danej rasy uważa, że grupa krwi ma istotne wpływ na przyswajanie określonych substancji i rozpoznawanie przez organizm innych substancjach jako trucizny. Tymi truciznami według d'Amanto są lektyny.
Uogólnienie dotyczące występowania danej grupy krwi dla danej rasy bazują na podziale ludzkości na 13 ras o różnej dystrybucji genów warunkującej grupy krwi, który to podział opracował William C. Boyd.
D'Adamo i inni autorzy na podstawie stereotypowego sposobu odżywiana w obrębie każdej z 13 ras, poprzez generalizację wyróżniają 4 lub rzadziej 8 (uwzględnienie czynnika Rh) preferowane rodzaje diety wykluczającej dla ludzi z daną grupą krwi:
- Posiadacze grupy krwi 0 klasyfikowani są przez D'Adamo jako łowcy lub pierwotni co autor tłumaczy hipotezą uznającą tę grupę za najstarszą[8] (hipoteza ta była uznana w czasie gdy wydana została pierwsza wersja książki D'Adamo) i charakterystyczną dla rdzennych mieszkańców Ameryki Południowej i dla Eskimosów. Obecnie obowiązujące są hipotezy odmienne ponieważ wiadomo, że grupa krwi A jest starsza od grupy 0[10][11]. Dla osób z tą grupa krwi D'Adamo zaleca spożywanie mięsa, w przewadze mięsa czerwonego oraz wykluczenie większości warzyw oraz zbóż. Dieta tego rodzaju jest w rzeczywistości dietą szkodliwą dla ludzi, bez względu na grupę krwi, ponieważ powoduje niedobór niektórych mikroskładników, jak witamina B7, której niedobór jest typowy dla diet niezbilansowanych[3][12]. Ten rodzaj diety powoduje znaczny wzrost ryzyka zachorowania na nowotwory jelita grubego[5].
- Grupa krwi A jest określana jako grupa społeczności rolniczych lub agrarnych. D'Adamo błędnie uznał, że pojawiła się ona wraz z początkami rolnictwa czyli około 20 tys. lat temu[8]. Obecnie wiadomo, że grupa ta jest znacznie starsza oraz że jej pojawienie się nie ma związku z rozwojem rolnictwa, na podstawie tego, że grupa obecna jest również u pozostałych człekokształtnych[10][13]. Jej posiadaczom D'Adamo rekomenduje dietę pozbawioną mięsa i części innych produktów zwierzęcych co stanowi rodzaj diety zbliżonej do wegetariańskiej. Dieta ta uznawana jest za najzdrowszą spośród proponowanych przez D'Adamo i powoduje szybką utratę wagi. W tej diecie również jednak występują niedobory niektórych mikroskładników typowych dla diet wykluczających[2][6][12].
- Grupa krwi B nazwana jest nomadyczną. Autor twierdzi, że jej początek nastąpił około 10 tys. lat temu, a także że ten typ posiada silniejszy system immunologiczny i wszechstronniejszy system trawienny. Uważa, że ludzie z grupą krwi B są jedynymi przedstawicielami gatunku ludzkiego zdolnymi do żywienia się produktami mlecznymi. Przeczą temu wyniki badań mówiące, że pomimo najwyższego procentu posiadaczy grupy B w Azji, właśnie wśród mieszkańców tego kontynentu najczęstsza jest nietolerancja laktozy.
- Grupa krwi AB została opisana jako enigma. D'Adamo wierzy, że jest to twór bardzo współczesny, bo powstały około tysiąc lat temu. Jeśli chodzi o dietę, to tej grupie zaleca zbalansowanie dozwolonych produktów między grupami A i B.